# Desierto arábigo
Desierto arábigo (الصحراء الشرقية) o Desierto oriental de Egipto es el nombre que recibe la franja longitudinal del Sahara del este situada entre el Nilo y el mar Rojo, en Egipto, y entre el delta del río y su primera cascada en el sur. Se extiende por varios países desde Egipto en el norte a Eritrea en el sur, pero también comprende partes de Sudán y Etiopía. Con una extensión aproxima de 1300000 km². Tiene una inmensa reserva de agua subterránea.  

## Clima
Las precipitaciones son menores de 33 pies al año. La humanidad no supera el 19 %. Las temperaturas pueden llegar a los 50 °C de día, y por la noche pueden bajar hasta los 0 °C.

## Galería

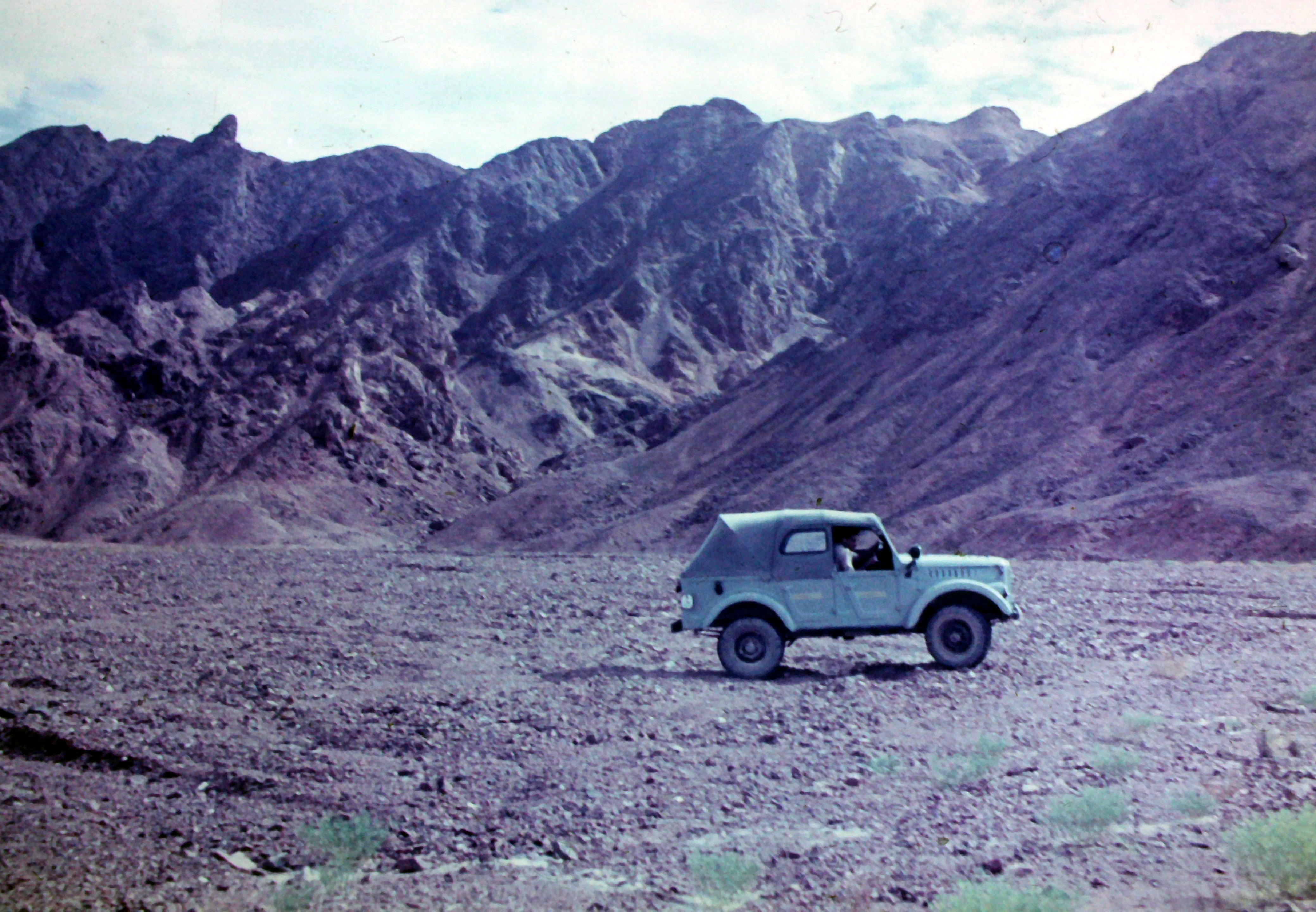
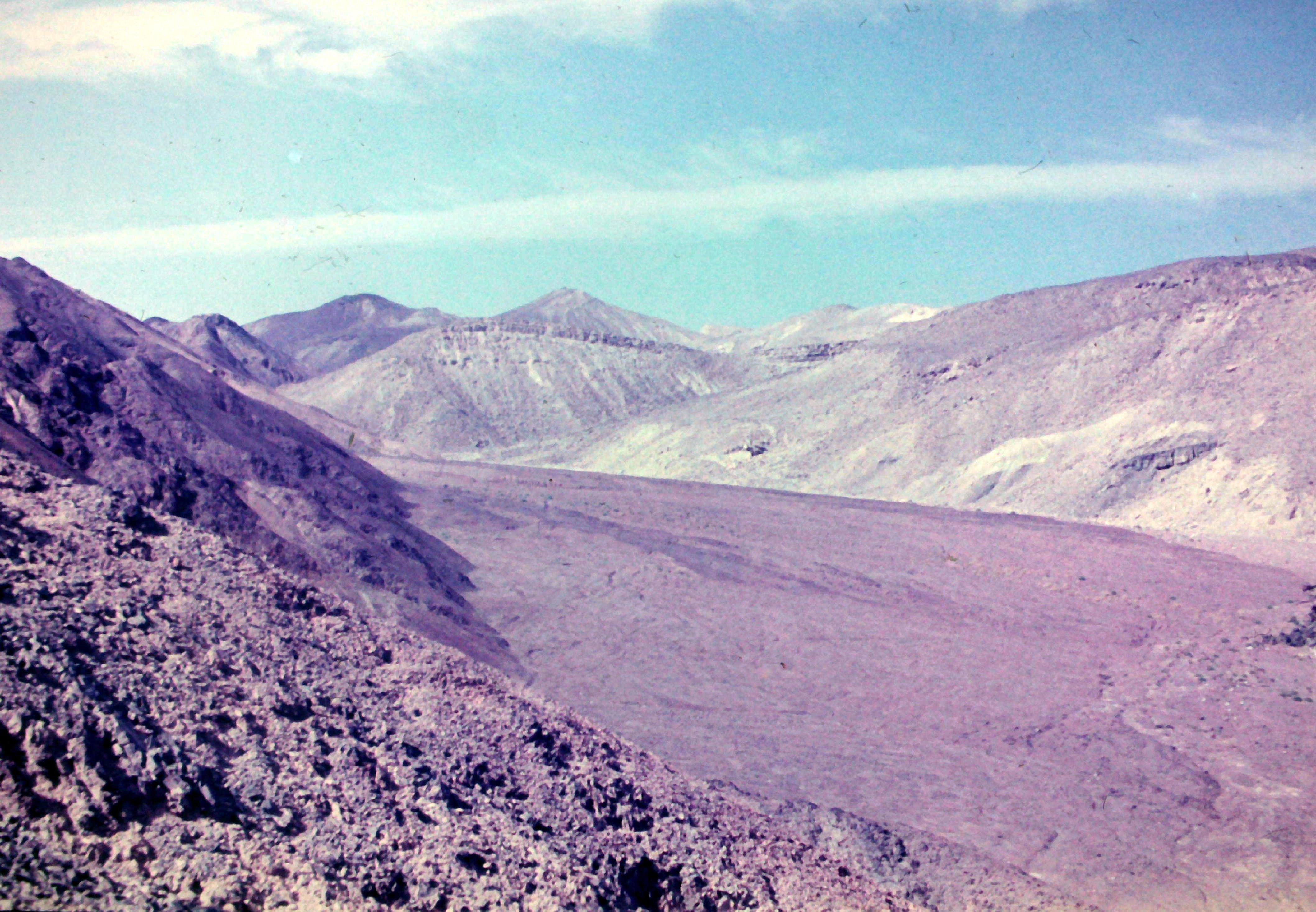
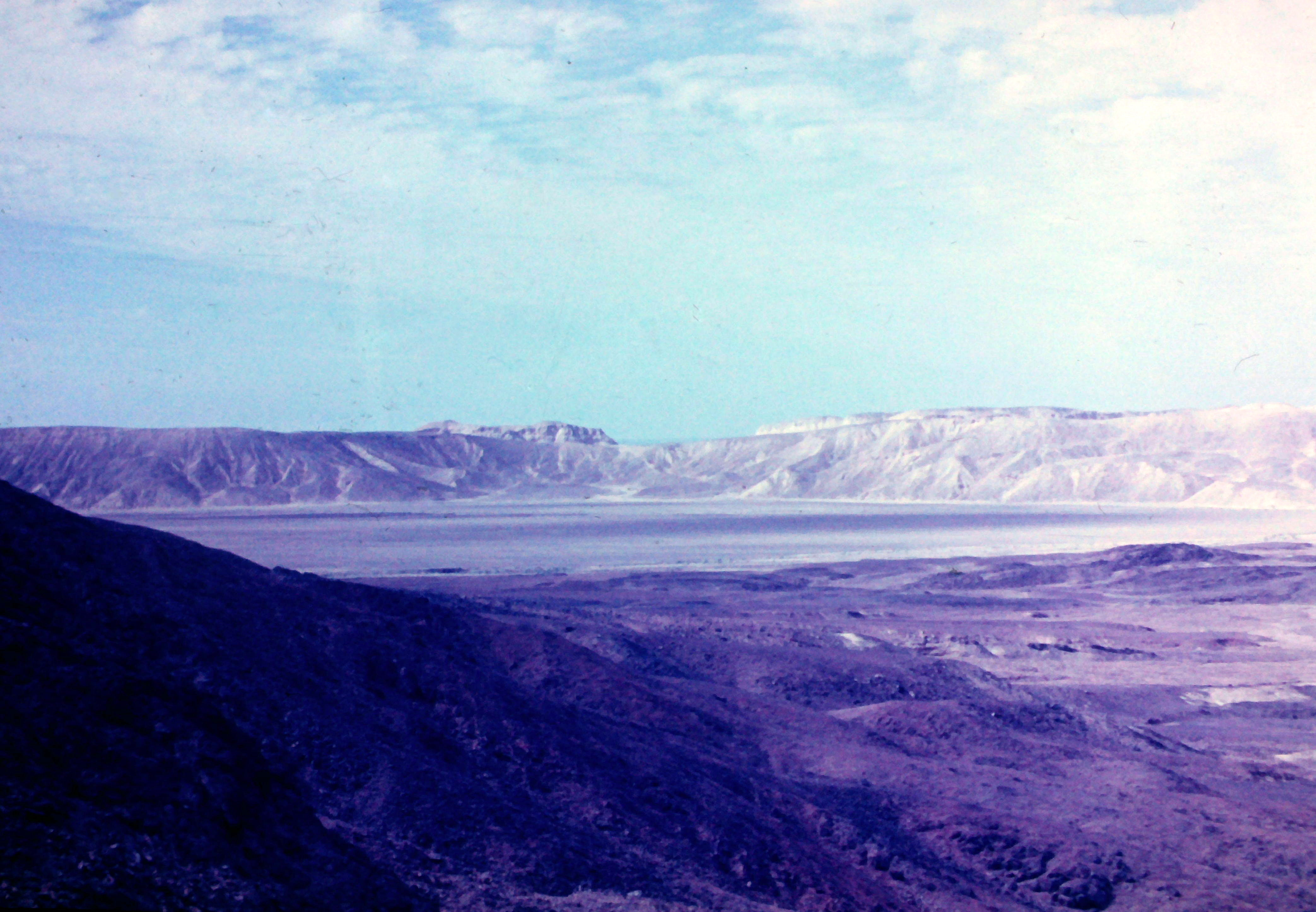
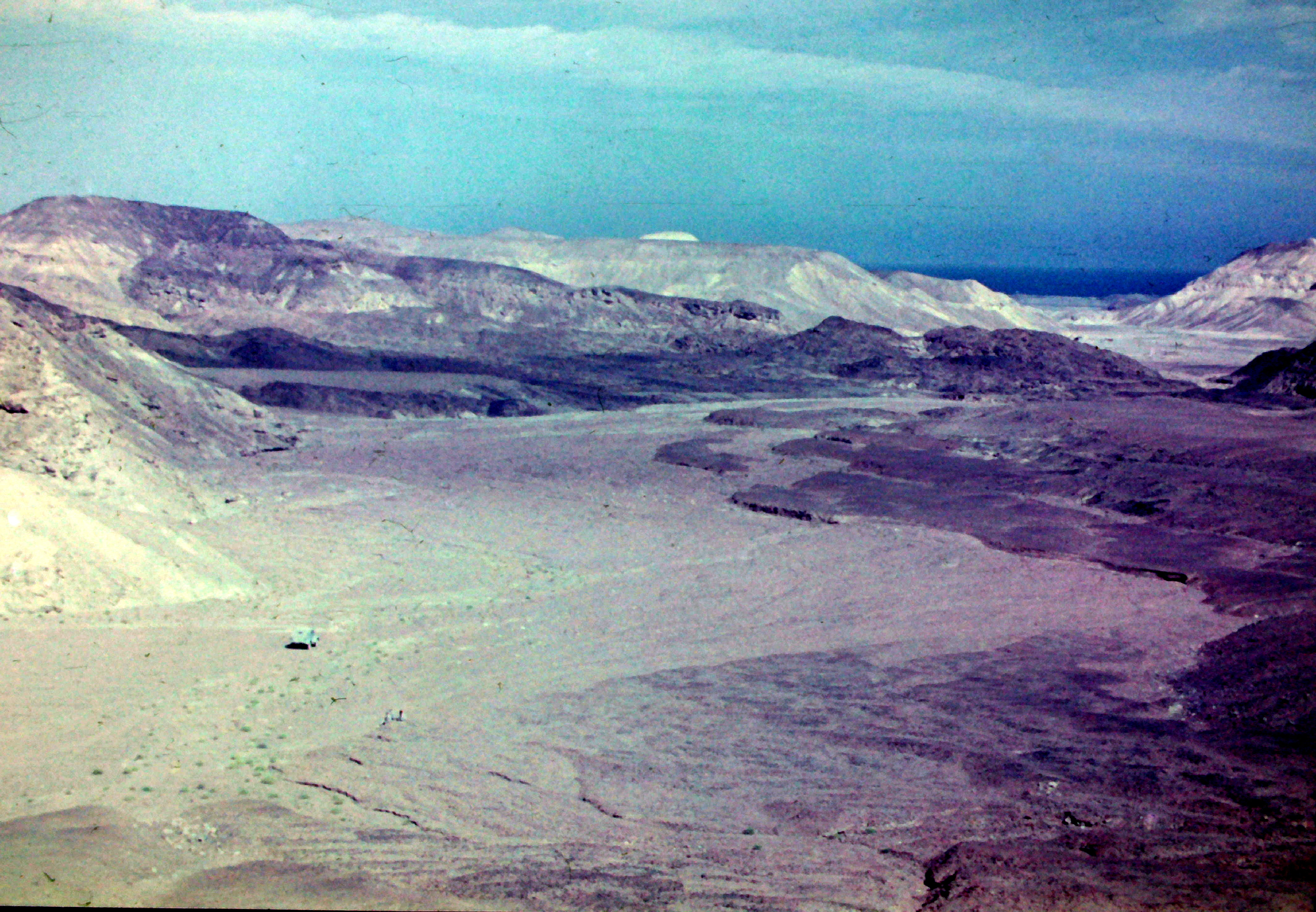
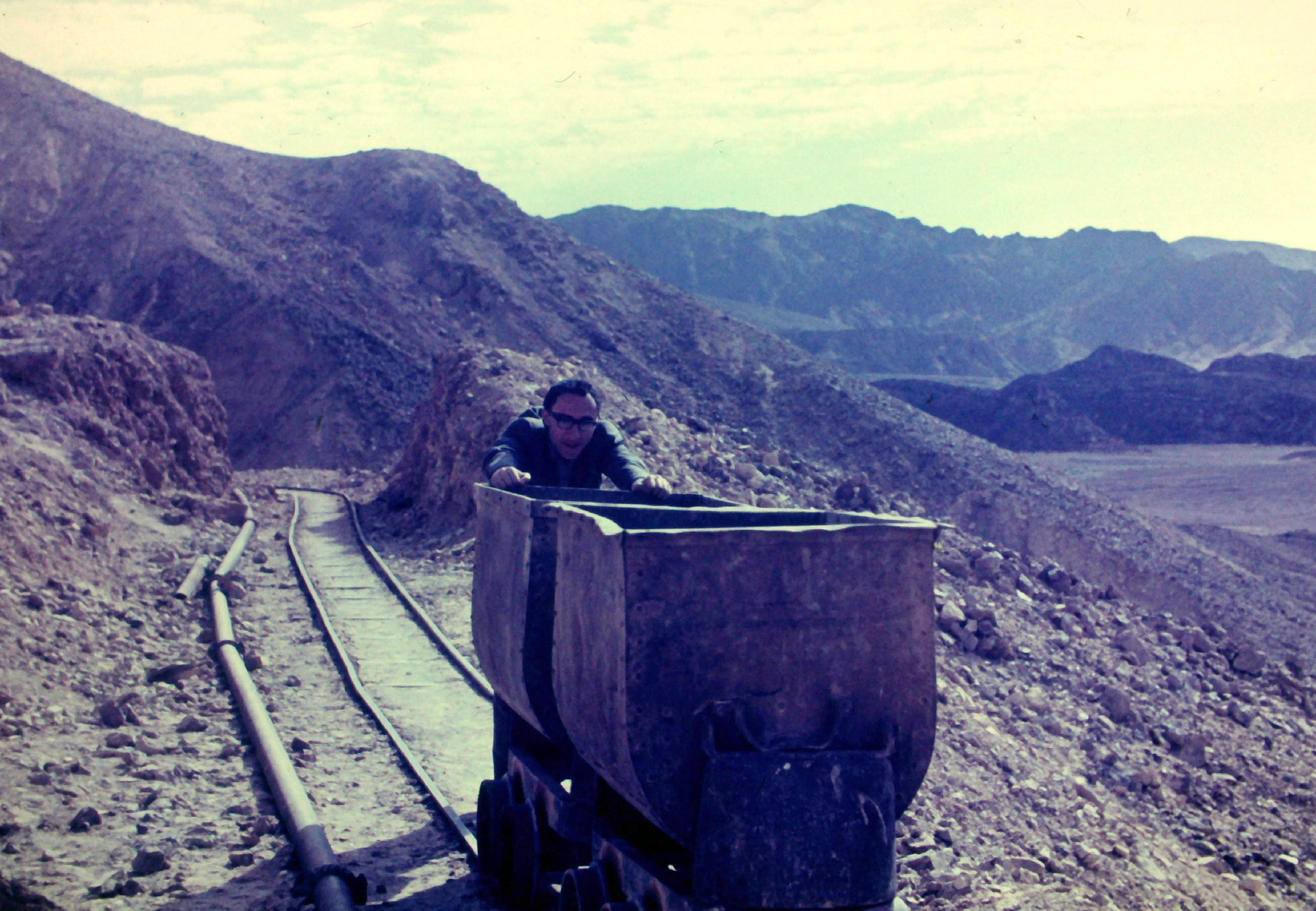

## Recursos naturales
Es una región rica en oro, cobre y piedras preciosas.[cita requerida]